# Gershom Carmichael
Gershom Carmichael (* um 1672 in London (?); † 1729) war ein schottischer Philosoph.

## Leben
Carmichael wurde vermutlich in London geboren als Sohn eines presbyterianischen Pastors. 1691 schloss er seine Studien an der Universität Edinburgh ab und wurde drei Jahre später Master (Lehrer) an der Universität Glasgow. Dieses Amt wurde 1727 in eine Professur der Moralphilosophie umgewandelt.
Der Philosoph Sir William Hamilton bezeichnete ihn als den „wahren Begründer der schottischen Philosophie“. Carmichael verfasste Breviuscula Introductio ad Logicam, eine Abhandlung über Logik und die Seelenkunde des Intellekts. Er war Lehrer von Francis Hutcheson.